# Carmen Mir
Carmen Mir i Llusada, (Balsareny, 1903 - Barcelona, 1986), modista, diseñadora de modas y empresaria española de fama internacional. Formó parte de la alta costura española con su propia casa de modas «Carmen Mir» y más adelante, en 1969, con ‘boutiques’ en Barcelona y Madrid.
En la segunda mitad de los años 70, le pasó el testigo a su nuera, Elisa Lacambra; quien mantuvo la casa de alta costura y emprendió el negocio del prêt-à-porter. Se retiró definitivamente en 2006, cerrando la firma.

## Biografía
Nacida en una familia propietaria de una fábrica textil y comerciante de tejidos de Manresa, se inició como modista en la década de los años de 20 del siglo XX. Abrió su propio taller en Barcelona en 1949, proveniente de Manresa.
Su estilo de moda era popular en los años 1960 y 1970 por su toma inusual en las prendas de originarias principalmente de Inglaterra: mini-falda y la moda «Barbarella». Su fama internacional la llevó a desfilar en Washington. Y tuvo clientela en Houston en la década de los 60.
En 1977, Carmen pasó el negocio a su nuera, Elisa Lacambra, cuya marca se había convertido en una marca tradicional de sastrería.

## Creaciones
Con la Cooperativa de Alta Costura desfiló en Bruselas, México, Sindey y Estados Unidos. Participó en la Feria Mundial de Nueva York de 1964, hecho determinante para que le otorgaran uno de los títulos de ‘Los Importantes’ de 1965 —instituidos por el Diario de Barcelona y Radio Barcelona para destacar las personalidades barcelonesas del año—.
La alta costura española tuvo apoyo institucional en su proyección al exterior, el entonces Ministerio de Información y Turismo invitaba a la prensa y a compradores extranjeros a ver las colecciones repartidas entre Madrid y Barcelona —la primera de ellas sería la correspondiente al Otoño-Invierno 1968-1969—. Por su parte, la Cámara de la Moda Española otorgaba un plus económico anual a los modistos y modistas considerados de Alta Costura, entre ellos Carmen Mir.
También en 1968, Carmen Mir fue la diseñadora de los uniformes de la delegación española en los Juegos Olímpicos de México.